# Liste der Biografien/Pis
Liste der Biografien |
Portal Biografien |
Personensuche
# |
A |
B |
C |
D |
E |
F |
G |
H |
I |
J |
K |
L |
M |
N |
O |
P |
Q |
R |
S |
T |
U |
V |
W |
X |
Y |
Z |
?
 
Pa |
Pc |
Pe |
Pf |
Ph |
Pi |
Pj |
Pk |
Pl |
Pm |
Pn |
Po |
Pr |
Ps |
Pt |
Pu |
Pv |
Pw |
Py
 
Pia |
Pib |
Pic |
Pid |
Pie |
Pif |
Pig |
Pih |
Pii |
Pij |
Pik |
Pil |
Pim |
Pin |
Pio |
Pip |
Piq |
Pir |
Pis |
Pit |
Piu |
Piv |
Piw |
Pix |
Piy |
Piz
Die Liste der Biografien führt alle Personen auf, die in der deutschsprachigen Wikipedia einen Artikel haben. Dieses ist eine Teilliste mit 331 Einträgen von Personen, deren Namen mit den Buchstaben „Pis“ beginnt.

## Pis

### Pisa
- Pisa Carrión, Margarita de la (* 1975), spanische Pharmazeutin und Politikerin (Vox), MdEP
- Pisa, Giulio (1936–1976), italienischer Geologe und Paläontologe
- Pisa, Karl (1924–2015), österreichischer Journalist, Buchautor und Politiker
- Pisa, Marco (* 1926), italienischer Diplomat
- Pisa, Wolfgang (* 1965), tansanischer Geistlicher, römisch-katholischer Bischof von Lindi
- Pisacane, Annette (* 1955), deutsche Filmproduzentin
- Pisacane, Carlo (1818–1857), italienischer Politiker, Guerillakämpfer und Schriftsteller
- Pisačić, Luka (* 1997), kroatischer Fußballspieler
- Pisador, Diego, spanischer Komponist und Vihuelist der Renaissance
- Pisal, Ramona (* 1957), deutsche Juristin und Präsidentin des Landgerichts Cottbus
- Pisalski, Grzegorz (* 1970), polnischer Politiker, Mitglied des Sejm
- Pisan Dorkmaikaew (* 1984), thailändischer Fußballspieler
- Pisanelli, Giuseppe Codacci (1913–1988), italienischer Politiker (DC), Mitglied der Camera dei deputati
- Pisanello, Antonio (1395–1455), italienischer Maler und MedailleurAntonio Pisanello (1395–1455)

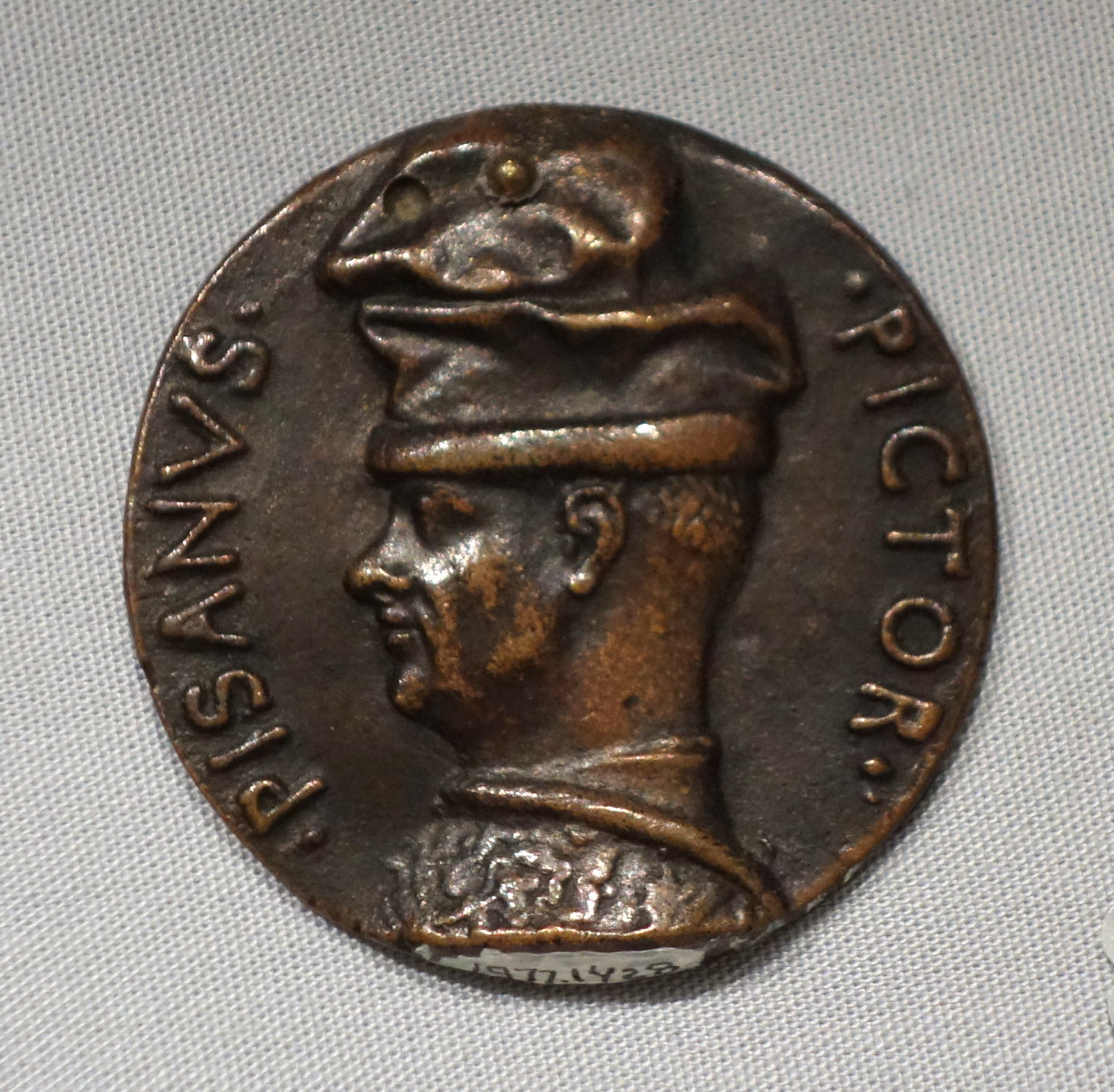
Antonio Pisanello (1395–1455)

- Pisanello, Vincenzo (* 1959), italienischer Geistlicher, Bischof von Oria
- Pisani, Alvise (1664–1741), Doge von Venedig (1735 bis 1741)
- Pisani, André Du (* 1949), namibischer Politikwissenschaftler
- Pisani, Clayton (* 1978), maltesischer Fußballschiedsrichter
- Pisani, Edgard (1918–2016), französischer Politiker, Mitglied der Nationalversammlung, EG-Kommissar
- Pisani, Félix (1831–1920), französischer Mineraloge und Chemiker
- Pisani, Fernando (* 1976), italo-kanadischer Eishockeyspieler und -trainer
- Pisani, Francesco (1494–1570), Kardinal der katholischen Kirche
- Pisani, Gianni (* 1935), italienischer Künstler
- Pisani, Giuseppe (1757–1839), italienischer Bildhauer
- Pisani, Karl, Mediziner und Leibarzt des Fürstbischofs von Bamberg und Würzburg
- Pisani, Liaty (* 1950), italienische Schriftstellerin
- Pisani, Luigi (1522–1570), italienischer Kardinal und Bischof von Padua
- Pisani, Patricia (* 1958), argentinische Künstlerin
- Pisani, Sandra (1959–2022), australische Hockeyspielerin
- Pisani, Stéphane (* 1978), luxemburgischer Jurist
- Pisani, Vettor (1324–1380), venezianischer Admiral
- Pisani, Vettor (1934–2011), italienischer Konzeptkünstler
- Pisani, Vittore (1899–1990), italienischer Sprachwissenschaftler
- Pisani-Ferry, Jean (* 1951), französischer Wirtschaftswissenschaftler
- Pisano, Alexandre (* 2006), japanisch-kanadischer Fußballtorwart
- Pisano, Andrea, italienischer Bildhauer
- Pisano, Andrés (* 1991), uruguayischer Fußballspieler
- Pisano, Berto (1928–2002), italienischer Komponist und Dirigent
- Pisano, Eros (* 1987), italienischer Fußballspieler
- Pisano, Francesco (* 1986), italienischer Fußballspieler
- Pisano, Franco (1922–1977), italienischer Komponist
- Pisano, Giovanni († 1318), italienischer Goldschmied, Erzgießer, Bildhauer und Architekt
- Pisano, Giuseppe (* 1988), deutsch-italienischer Fußballspieler
- Pisano, Guido († 1149), römisch-katholischer Prälat, Kardinal und Diplomat
- Pisano, John (1931–2024), US-amerikanischer Jazzgitarrist
- Pisano, Marco (* 1981), italienischer Fußballspieler
- Pisano, Matías (* 1991), argentinischer Fußballspieler
- Pisano, Niccolò († 1278), italienischer Bildhauer und Architekt
- Pisano, Paola (* 1977), italienische Politikerin (M5S)
- Pisano, Sergio (1941–2017), uruguayischer Basketballspieler
- Pisano, Stephen (1946–2019), US-amerikanischer Ordensgeistlicher, Theologe und Rektor des Päpstlichen Bibelinstituts (2002–2008)
- Pisansin Za-in (* 1983), thailändischer Fußballspieler
- Pisanski, Georg Christoph (1725–1790), deutscher Theologe, Gymnasiallehrer und Literaturhistoriker
- Pisanti, Achille (* 1952), italienischer Fernsehregisseur
- Pisanty, Valentina (* 1969), italienische Semiotikerin
- Pisanu Ngamsa-nguan (* 1985), thailändischer Fußballspieler
- Pisanu, Giuseppe (* 1937), italienischer Politiker, Mitglied der Camera dei deputati
- Pisapia, Giuliano (* 1949), italienischer Jurist und Politiker, Bürgermeister von Mailand, MdEP
- Pisapia, Julio, argentinischer Fußballspieler
- Písař, Bartoš († 1535), tschechischer Geschichtsschreiber und Händler
- Pisár, Ľuboš (* 1981), slowakischer Eishockeyspieler
- Pisar, Samuel (1929–2015), polnisch-US-amerikanischer Schriftsteller, Überlebender des Holocausts
- Pisara, Willi, deutscher Fußballspieler
- Pisarek, Abraham (1901–1983), deutsch-jüdischer Fotograf
- Pisarek, Janin (* 1990), deutsche Erzählforscherin und Kulturwissenschaftlerin
- Pisaroni, Luca (* 1975), italienischer Opernsänger (Bassbariton)
- Pisaroni, Rosmunda (1793–1872), italienische Opernsängerin
- Pisarović, Vesna (* 1978), kroatische Sängerin und Komponistin
- Pisarski, Waldemar (* 1942), deutscher evangelischer Theologe, Pfarrer und Pastoralpsychologe
- Pisart, André (1898–1952), belgischer Autorennfahrer und Journalist
- Pisas, Gilmar (* 1971), niederländischer Politiker und amtierender Premierminister Curaçaos
- Pisati, Maurizio (* 1959), italienischer Komponist

### Pisc
- Piscalar, Alois Urban (1817–1892), deutscher römisch-katholischer Theologe
- Piscator, Erwin (1893–1966), deutscher Theaterintendant, Regisseur und SchauspiellehrerErwin Piscator (1893–1966)

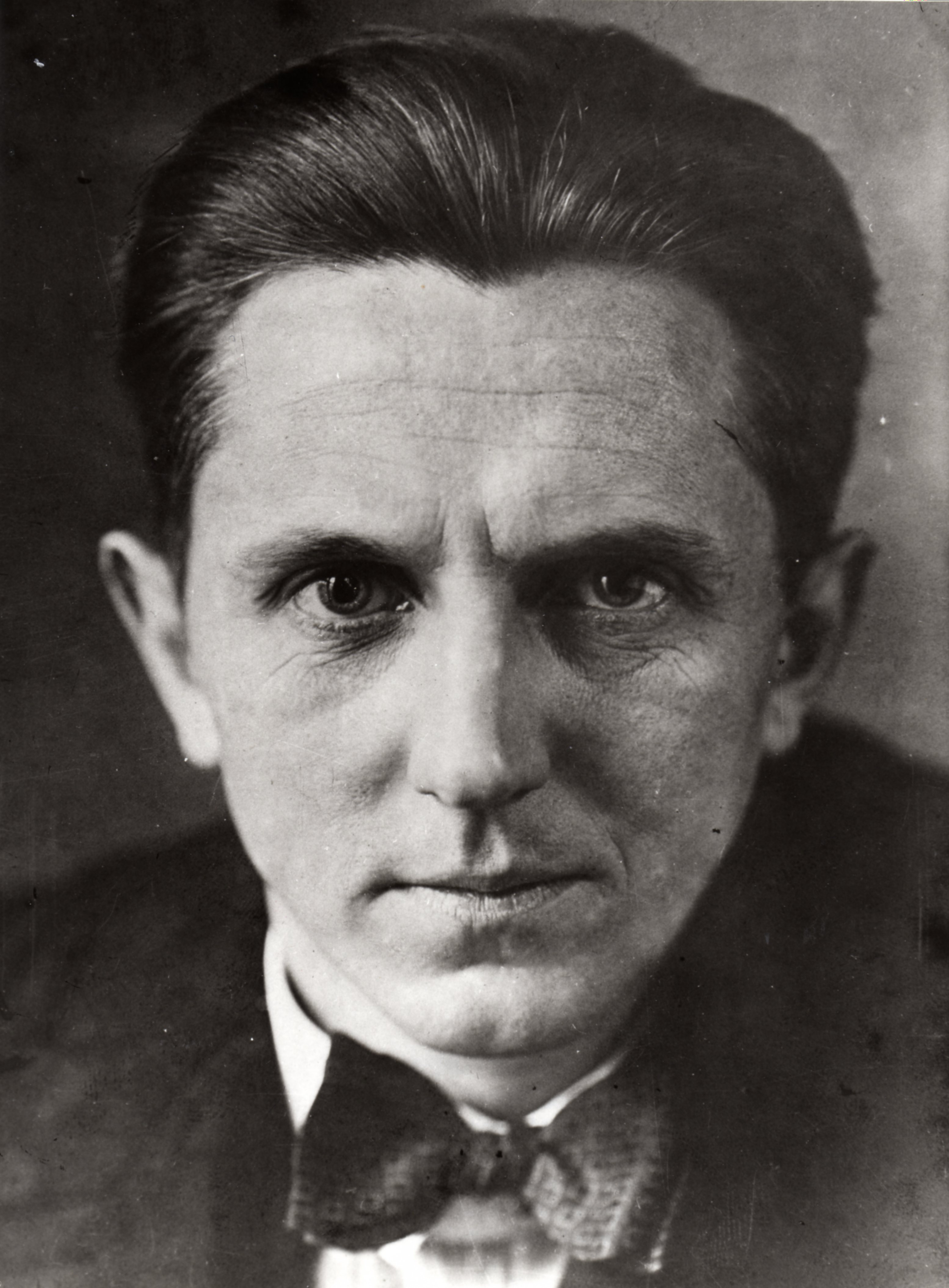
Erwin Piscator (1893–1966)

- Piscator, Hildegard (1900–1970), Schauspielerin und Schriftstellerin
- Piscator, Johannes (1546–1625), deutscher Theologe, Hochschullehrer und Bibelübersetzer
- Piscator, Peter (1571–1611), deutscher orientalischer Philologe und lutherischer Theologe
- Pischdari, Babakr al- (* 1937), kurdischer Politiker
- Pischek, Johann Baptist (1814–1873), böhmisch-württembergischer Opernsänger
- Pischek, Johann von (1843–1916), deutscher Jurist und Minister
- Pischel, Dohrmann Kaspar (1895–1988), US-amerikanischer Augenarzt mit österreichischen Vorfahren
- Pischel, Emil (1908–1989), deutscher Kunstmaler
- Pischel, Kaspar (1862–1953), austroamerikanischer Augenarzt
- Pischel, Richard (1849–1908), deutscher Indologe
- Pischel, Uwe (* 1973), deutscher Chemiker und Hochschullehrer
- Pischelberger, Friedrich (1740–1813), Kontrabassist
- Pischetsrieder, Bernd (* 1948), deutscher ManagerBernd Pischetsrieder (* 1948)

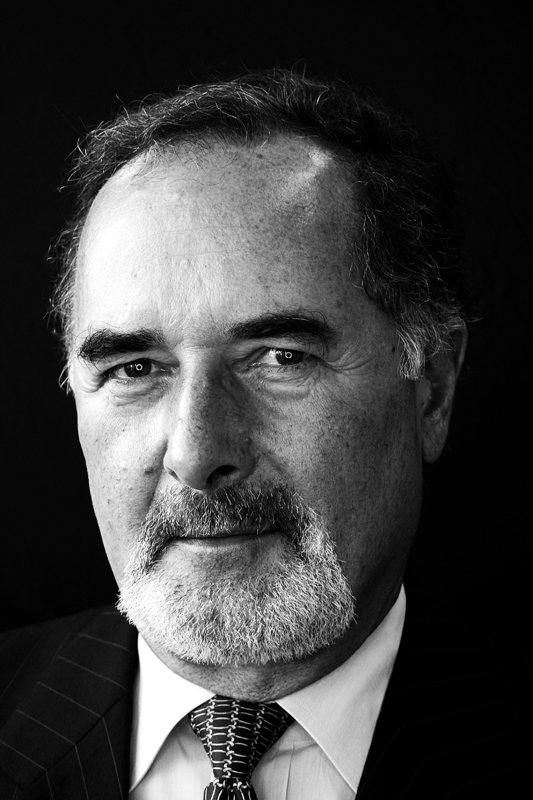
Bernd Pischetsrieder (* 1948)

- Pischetsrieder, Monika (* 1967), deutsche Lebensmittelchemikerin
- Pischewari, Dschaʿfar (1893–1947), persisch-aserbaidschanischer Politiker
- Pischinger, Anton (1907–2003), österreichischer Maschinenbauingenieur und Hochschullehrer
- Pischinger, Carl (1823–1886), österreichischer Tiermaler
- Pischinger, Felix (* 1931), österreichischer Restaurator und Künstler
- Pischinger, Franz (* 1930), österreichischer Maschinenbauingenieur
- Pischinger, Oskar (1863–1919), österreichischer Zuckerwarenfabrikant
- Pischinger, Otto (1919–1976), österreichischer Filmarchitekt
- Pischinger, Rudolf (* 1935), österreichischer Bergsteiger und Wissenschaftler
- Pischinger, Stefan, deutscher Maschinenbauingenieur und Hochschullehrer
- Pischitz, Georg (1861–1940), österreichischer Politiker (CSP), Landtagsabgeordneter, Abgeordneter zum Nationalrat
- Pischiutta, Bruno (* 1947), kanadisch-italienischer avantgardistischer Regisseur, Autor und Darsteller
- Pischke, Hermann (* 1869), deutscher Pädagoge und Politiker (DVP)
- Pischke, Robert (1941–1996), deutscher Schiedsrichter und Fußball-Funktionär
- Pischke, Taylor (* 1993), kanadische Beachvolleyballspielerin
- Pischl, Karl (* 1940), österreichischer Politiker (ÖVP), Abgeordneter zum Nationalrat, Mitglied des Bundesrates
- Pischl, Leopold (1891–1985), österreichischer Offizier und Skifunktionär
- Pischna, Josef (1826–1896), böhmischer Pianist und Komponist
- Pischner, Hans (1914–2016), deutscher Cembalist, Musikwissenschaftler, Intendant und SED-Funktionär
- Pischof, Alfred von (1882–1922), österreichischer Flugpionier
- Pischof, Matthias von (1826–1893), österreichischer Eisenbahntechniker
- Pischoi (320–417), ägyptischer Wüstenvater
- Pischon, Friedrich August (1785–1857), deutscher Pädagoge, Theologe und Publizist
- Pischon, Marie (1856–1928), deutsche Malerin
- Pischorn, Marco (* 1986), deutscher Fußballspieler
- Pischtschalnikowa, Darja Witaljewna (* 1985), russische Diskuswerferin
- Pischtschikow, Alexander Iwanowitsch (* 1945), russischer Jazzmusiker (Saxophon, Flöte), Komponist und Bandleader
- Pischurka, Krastjo (1823–1875), bulgarischer Theaterregisseur und Schauspieler
- Pischzan, Daniel (* 1972), deutscher Gewichtheber
- Pischzek, Robert (* 1913), deutscher Fußballspieler
- Piscicelli, Salvatore (1948–2024), italienischer Filmkritiker, Filmregisseur, Drehbuchautor und Erzähler
- Piscicello, Rinaldo (1414–1457), Erzbischof von Neapel und Kardinal
- Piscopiello, Fabio (* 1985), italienischer Straßenradrennfahrer
- Piscopo, Daniel (1920–2009), maltesischer Politiker
- Piscopo, Edoardo (* 1988), italienischer Automobilrennfahrer
- Piscopo, Joe (* 1951), US-amerikanischer Schauspieler, Komiker und HörfunkmoderatorJoe Piscopo (* 1951)

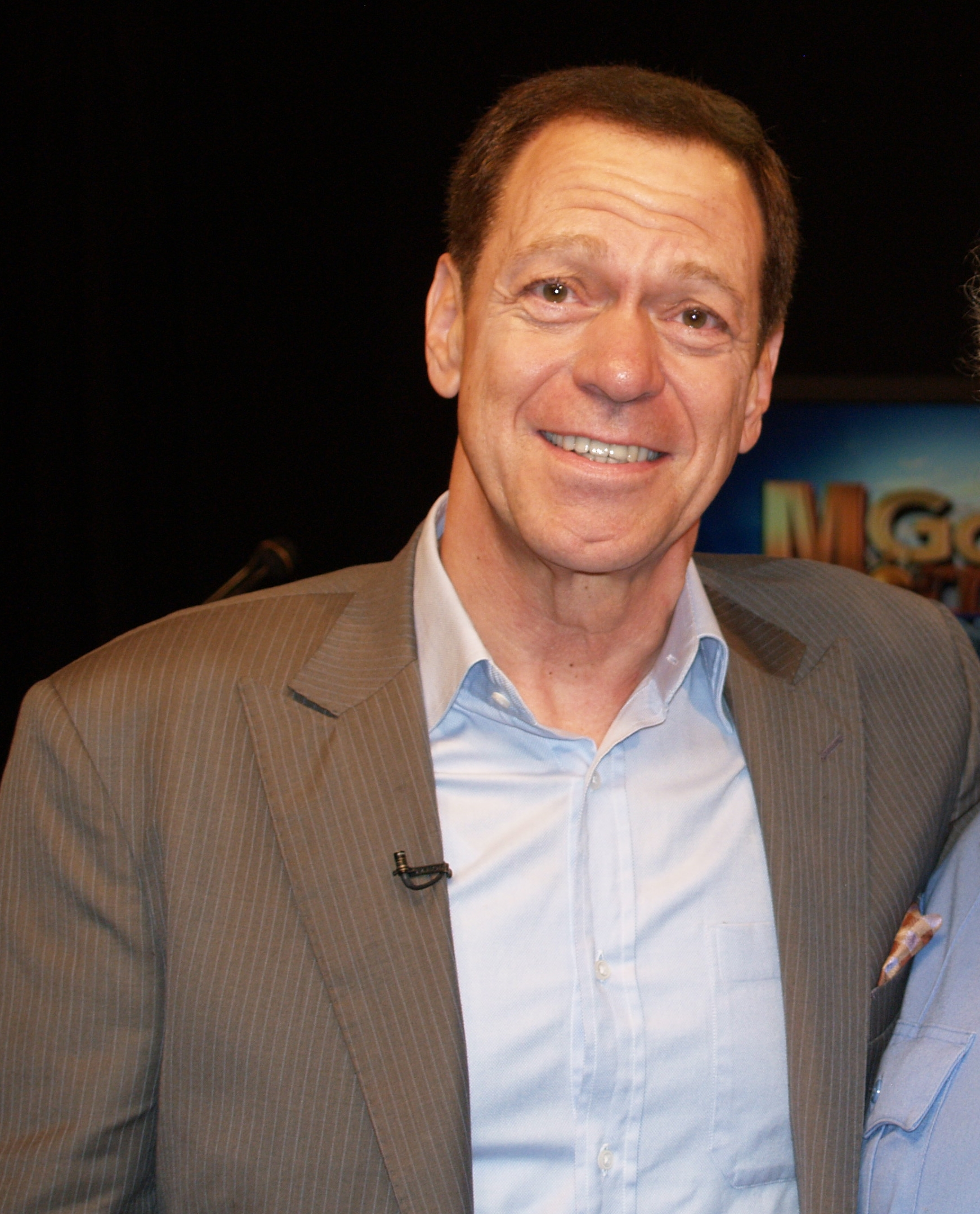
Joe Piscopo (* 1951)

- Pișcoran, Luminița (* 1988), rumänische Biathletin
- Pisculichi, Leonardo (* 1984), argentinischer Fußballspieler

### Pise
- Pisec, Karl (1925–2009), österreichischer Politiker (ÖVP), Mitglied des Bundesrates
- Pisec, Reinhard (* 1961), österreichischer Politiker (FPÖ), Mitglied im Österreichischen Bundesrat
- Písečná, Monika (* 1995), slowakische Leichtathletin
- Piseddu, Antioco (1936–2025), italienischer Geistlicher und römisch-katholischer Bischof von Lanusei
- Pišek, Franc (1856–1922), österreichischer Politiker
- Pišek, Janez (* 1998), slowenischer Fußballspieler
- Pišek, Jošt (* 2002), slowenischer Fußballspieler
- Pisek, Sarah (* 1992), deutsche Singer-Songwriterin
- Pisendel, Johann Georg (1687–1755), deutscher Violinist und Komponist des Hochbarock
- Pisentius Iustus, Quintus, Angehöriger des römischen Ritterstandes (Kaiserzeit)
- Pisentius von Koptos († 632), Bischof von Koptos
- Piserchia, Doris (1928–2021), amerikanische Science-Fiction-Autorin

### Pish
- Pisharati, Achyuta († 1621), indischer Gelehrter und Mathematiker
- Pishinin, Diego (* 1988), brasilianischer Fußballspieler

### Pisi
- Pisibanius Lepidus, Marcus, römischer Suffektkonsul (159)
- Pisier, Évelyne (1941–2017), französische Politologin und Autorin
- Pisier, Gilles (* 1950), französischer Mathematiker
- Pisier, Marie-France (1944–2011), französische SchauspielerinMarie-France Pisier (1944–2011)

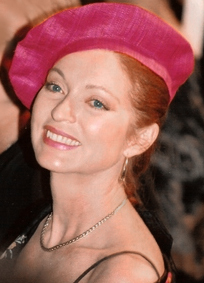
Marie-France Pisier (1944–2011)

- Pisilli, Niccolò (* 2004), italienischer Fußballspieler
- Pisiri, König von Karkemiš
- Pisis, Bona Tibertelli de (1926–2000), französische Autorin und Malerin

### Pisk
- Pisk, Michael (* 1961), österreichischer Künstler und Restaurator
- Pisk, Paul Amadeus (1893–1990), österreichisch-amerikanischer Musikwissenschaftler und Komponist
- Piska, Christian M. (* 1969), österreichischer Jurist
- Piska, Karl (1928–2008), österreichischer Jurist und Richter, Vizepräsident des OGH und des VfGH
- Piskač, Kamil (* 1978), tschechischer Handballspieler
- Piske, Hubert (* 1937), deutscher Politiker (MdHB), Maler, Grafiker
- Piske, Maren (* 1938), deutsche Politikerin (SPD), MdHB
- Piske, Thorsten (* 1965), deutscher Fremdsprachendidaktiker und Sprachwissenschaftler
- Piskernik, Angela (1886–1967), österreichisch-jugoslawische Botanikerin und Naturschützerin
- Piskić, Zerina (* 1997), bosnische Fußballspielerin
- Piškinaitė, Nijolė (* 1954), litauische Richterin
- Pisko, Oskar (1876–1939), Rechtswissenschaftler
- Piskor, Pierre (* 1984), französischer Fußballspieler
- Piskorski, Jan Maria (* 1956), polnischer Historiker
- Piskorski, Martin (* 1988), österreichischer Opernsänger des Stimmfaches Tenor
- Piskula, Joe (* 1984), US-amerikanischer Eishockeyspieler
- Piskule, Lan (* 1999), slowenischer Fußballspieler
- Piskulin, Anatoli Alexejewitsch (* 1952), sowjetischer Dreispringer
- Piskulla, Christian (* 1966), deutscher Fachbuchverlag-Betreiber, Fachautor und Schriftsteller
- Piskunow, Hlib (* 1998), ukrainischer Hammerwerfer
- Piskunow, Nikolai Semenowitsch (1908–1977), sowjetischer Mathematiker
- Piskunow, Sergei Wiktorowitsch (* 1981), russischer Eishockeyspieler
- Piskunow, Wladyslaw (* 1978), ukrainischer Hammerwerfer
- Piskunowa, Tatjana Andrejewna (1953–1987), sowjetische Theater- und Film-Schauspielerin
- Piskurek, Georg (* 1898), deutscher Kommunalpolitiker (NSDAP)

### Pisl
- Piśla, Karolina (* 1996), polnische Volleyballspielerin
- Pislak, Manca (* 1997), slowenische Tennisspielerin
- Pîslaru, Mihai (* 1999), rumänischer Sprinter

### Pism
- Pismak, Adelina (1990–2001), deutsches Mordopfer
- Pismestrović, Petar (* 1951), österreichischer Karikaturist
- Pişmiş, Paris (1911–1999), türkisch-armenische Astronomin

### Pisn
- Pisnik, Alois (1911–2004), deutscher SED-Funktionär, MdV
- Pisnik, Tina (* 1981), slowenische Tennisspielerin

### Piso
- Piso († 261), römischer Gegenkaiser
- Piso, Ioan (* 1944), rumänischer Althistoriker, Archäologe und Epigraphiker
- Piso, Jon (* 1926), rumänischer Opernsänger (Tenor)
- Piso, Willem (1611–1678), niederländischer Arzt, früher Tropenmediziner
- Pisón, Ignacio Martínez de (* 1960), spanischer Schriftsteller und Drehbuchautor
- Pisonero Cartujo, Alejandro (* 2004), spanischer Handballspieler
- Pisonero Nieto, David (* 1973), spanischer Handballtrainer und Handballspieler
- Pisoni, Gaetano Matteo (1713–1782), Schweizer Architekt
- Pisoni, Paolo Antonio (1738–1804), Schweizer Architekt
- Pisoni, Pier Giacomo (1928–1991), italienischer Historiker
- Pisont, István (* 1970), ungarischer Fußballspieler und -trainer
- Pisot, Charles (1910–1984), französischer Mathematiker
- Pisot, David (* 1987), deutscher Fußballspieler
- Pisoth, Lim (* 2001), kambodschanischer Fußballspieler

### Pisp
- Pispers, Volker (* 1958), deutscher KabarettistVolker Pispers (* 1958)

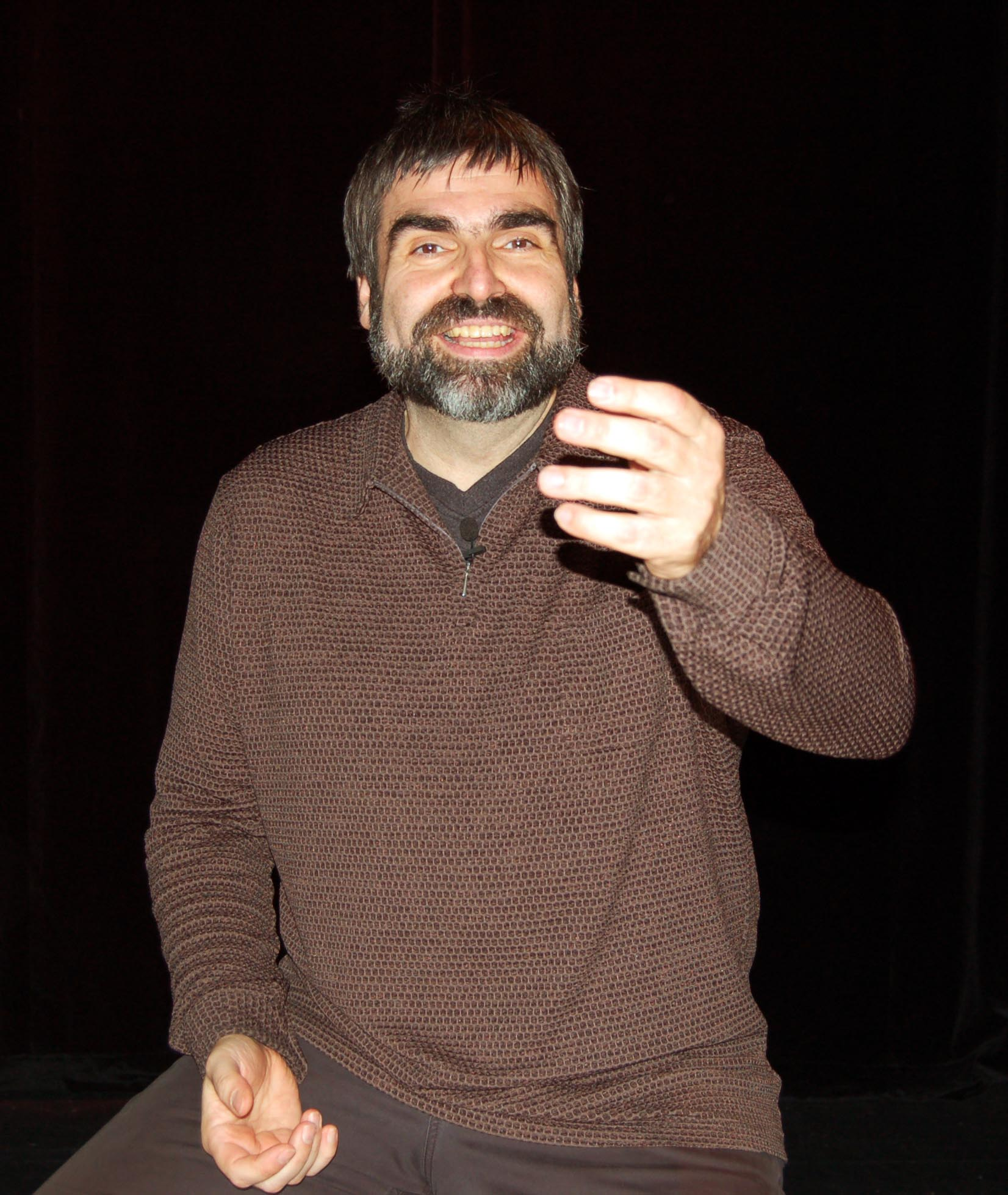
Volker Pispers (* 1958)

### Piss
- Pissachow, Stepan Grigorjewitsch (1879–1960), russischer Maler und Schriftsteller
- Pissano, Joel López (* 1997), argentinischer Fußballspieler
- Pissarawa, Nadseja (* 1988), belarussische, zuvor russische, Biathletin
- Pissarek-Hudelist, Herlinde (1932–1994), österreichische Theologin, Religionspädagogin und Hochschullehrerin
- Pissarenko, Dmitri Walentinowitsch (1959–2021), russischer Schauspieler und Synchronsprecher
- Pissarenko, Wiktor Ossipowitsch (1897–1931), russisch-sowjetischer Testpilot und Flugzeugbauer
- Pissarew, Dmitri Iwanowitsch (1840–1868), russischer Literaturkritiker und Philosoph
- Pissarew, Igor Iwanowitsch (1931–2001), sowjetischer Kanute
- Pissarew, Jewgeni (* 1988), russischer Gewichtheber
- Pissarew, Nikolai Nikolajewitsch (* 1968), russischer Fußballspieler, -trainer und -funktionär
- Pissarewa, Marija Gerassimowna (1933–2023), sowjetische Hochspringerin
- Pissarewski, Gleb Olegowitsch (* 1976), russischer Gewichtheber
- Pissarewski, Lew Moissejewitsch (1906–1974), sowjetischer Bildhauer und Hochschullehrer
- Pissarewski, Nikolai Grigorjewitsch (1821–1895), russischer Offizier und Elektroingenieur
- Pissarides, Christopher (* 1948), zyprischer Wirtschaftswissenschaftler
- Pissarro, Camille (1830–1903), Maler des Impressionismus und Wegbereiter des NeoimpressionismusCamille Pissarro (1830–1903)

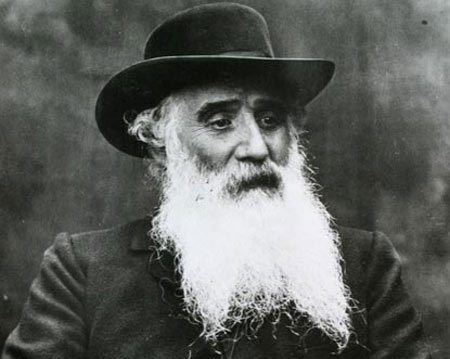
Camille Pissarro (1830–1903)

- Pissarro, Félix (1874–1897), französischer Maler, Radierer und Karikaturist
- Pissarro, Georges Henri (1871–1961), französischer Maler des Impressionismus und des Neoimpressionismus
- Pissarro, Hugues Claude (* 1935), französischer Maler des Abstrakten und der Avantgarde
- Pissarro, Joachim (* 1959), französisch-amerikanischer Kunsthistoriker
- Pissarro, Lélia (* 1963), französische Malerin und Galeristin
- Pissarro, Lionel (* 1961), französischer Kunsthändler
- Pissarro, Lucien (1863–1944), französischer Maler, Grafiker und HolzstecherLucien Pissarro (1863–1944)

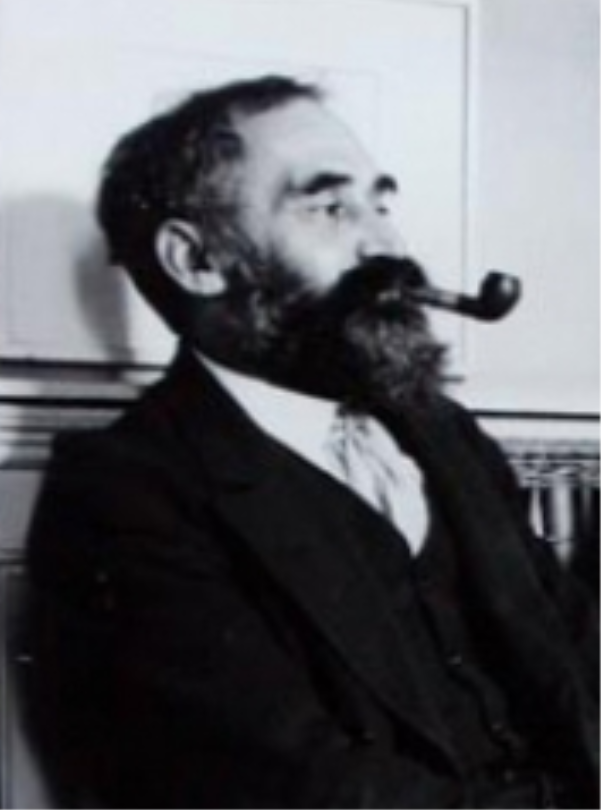
Lucien Pissarro (1863–1944)

- Pissarro, Ludovic Rodolphe (1878–1952), französischer Maler
- Pissarro, Orovida Camille (1893–1968), britische Malerin
- Pissarro, Paul Émile (1884–1972), französischer Maler des Impressionismus und des Neoimpressionismus
- Pissarro, Yvon (* 1937), französischer Zeichner und Maler
- Pissarski, Wladimir Alexandrowitsch (* 1996), russischer Fußballspieler
- Pissecker, Walter (1929–1985), österreichischer Fernsehjournalist und Textautor
- Pissecker, Wolfgang (* 1965), österreichischer Kabarettist, Schauspieler und Autor
- Pissel, Annemarie (1889–1974), deutsche Sozialarbeiterin und Verbandsfunktionärin
- Pißel, Ludwig (1885–1934), deutscher Verwaltungsjurist
- Pisseleu d’Heilly, Anne de († 1580), Mätresse des französischen Königs Franz I.
- Pissemski, Alexei Feofilaktowitsch (1821–1881), russischer Schriftsteller
- Pissis, Nicolas (* 1972), zypriotischer Badmintonspieler
- Pißler, Knut Benjamin (* 1971), deutscher Rechtswissenschaftler, Hochschullehrer
- Pissors, Wolfgang (* 1958), deutscher Schauspieler
- Pissouthnes, Satrap von Lydien und Ionien

### Pist
- Pištalo, Vladimir (* 1960), serbischer Autor
- Pišťanek, Peter (1960–2015), slowakischer Autor
- Pistauer, Björn (* 1968), deutscher Fußballspieler
- Pištej, Ľubomír (* 1984), slowakischer Tischtennisspieler
- Pistek, Franz de Paula (1786–1846), Bischof von Tarnów und Erzbischof von Lemberg
- Pištěk, Theodor (1895–1960), tschechoslowakischer Bühnen- und Filmschauspieler sowie Theaterleiter
- Pištěk, Theodor (* 1932), tschechischer Kostümbildner
- Pister, Hermann (1885–1948), deutscher SS-Oberführer und Kommandeur des KZ BuchenwaldHermann Pister (1885–1948)

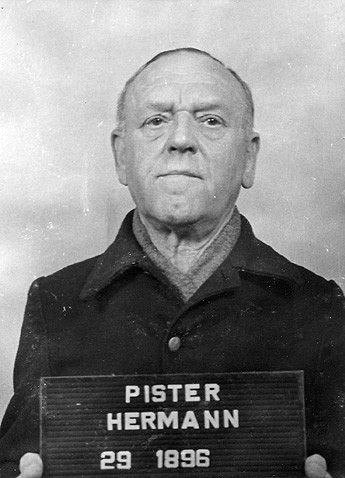
Hermann Pister (1885–1948)

- Piștereanu, George (* 1989), rumänischer Schauspieler
- Pisticci-Maler, lukanischer Vasenmaler
- Pistilli Scorzara, Francisco Javier (* 1965), paraguayischer Geistlicher, römisch-katholischer Bischof von Encarnación
- Pistilli, Luigi (1929–1996), italienischer SchauspielerLuigi Pistilli (1929–1996)

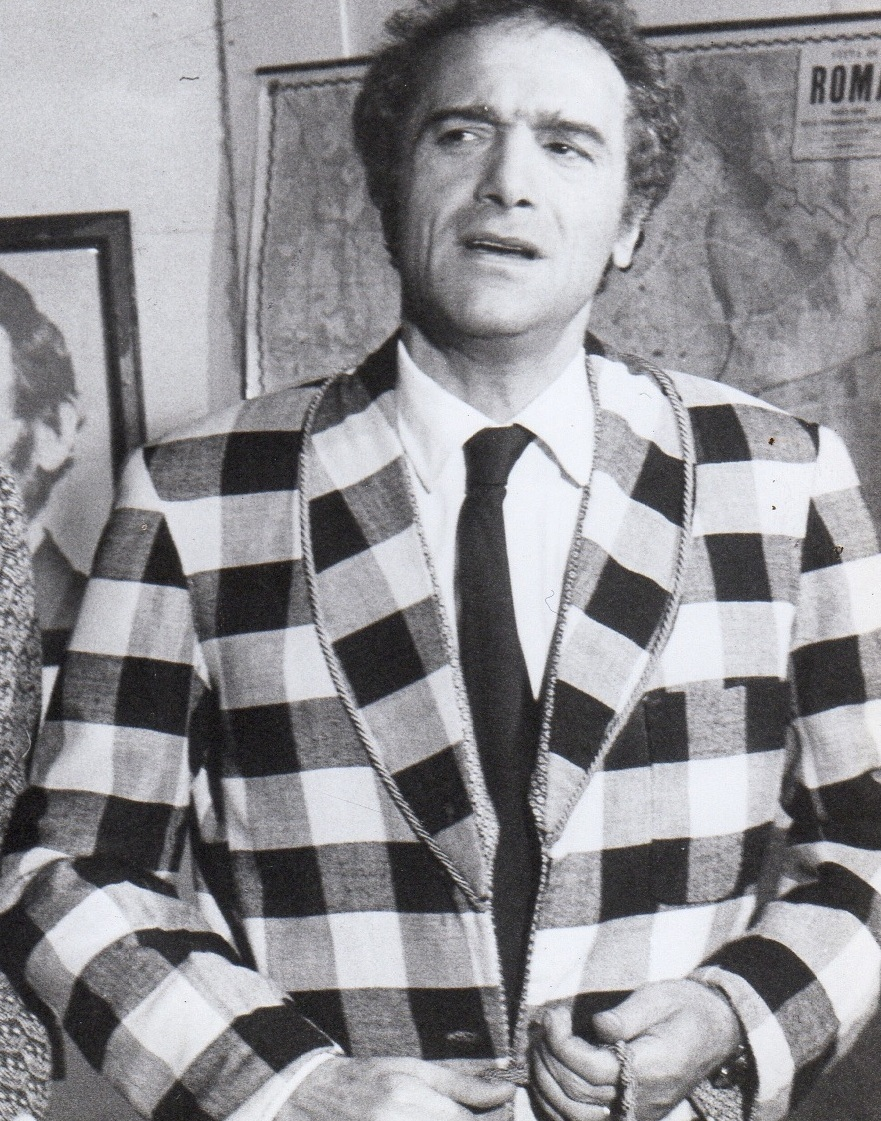
Luigi Pistilli (1929–1996)

- Pistocchi, Francesco Antonio (1659–1726), italienischer Komponist, Librettist, Alt-Kastrat und Gesangslehrer
- Pistohlkors, Gert von (* 1935), deutscher Historiker
- Pistoia, Maëlle (* 2001), französische Sängerin
- Pistoia, Nicola (* 1954), italienischer Schauspieler, Autor und Filmregisseur
- Pistol, Heinz L. (1940–2009), deutscher Bildhauer, Zeichner und Architekt
- Pistol, Tommy (* 1976), US-amerikanischer Pornodarsteller
- Pistole, John S. (* 1956), US-amerikanischer Direktor des FBI
- Pistolesi, Anthony (* 1973), französischer Handballspieler
- Pistoletto, Michelangelo (* 1933), italienischer Künstler und Kunsttheoretiker
- Pistoli, Valentina (1928–1993), erste albanische Architektin
- Piston, griechischer Bildhauer
- Piston, Walter (1894–1976), US-amerikanischer Komponist
- Pistone, Alessandro (* 1975), italienischer Fußballspieler
- Pistone, Joseph (* 1939), US-amerikanischer FBI-AgentJoseph Pistone (* 1939)

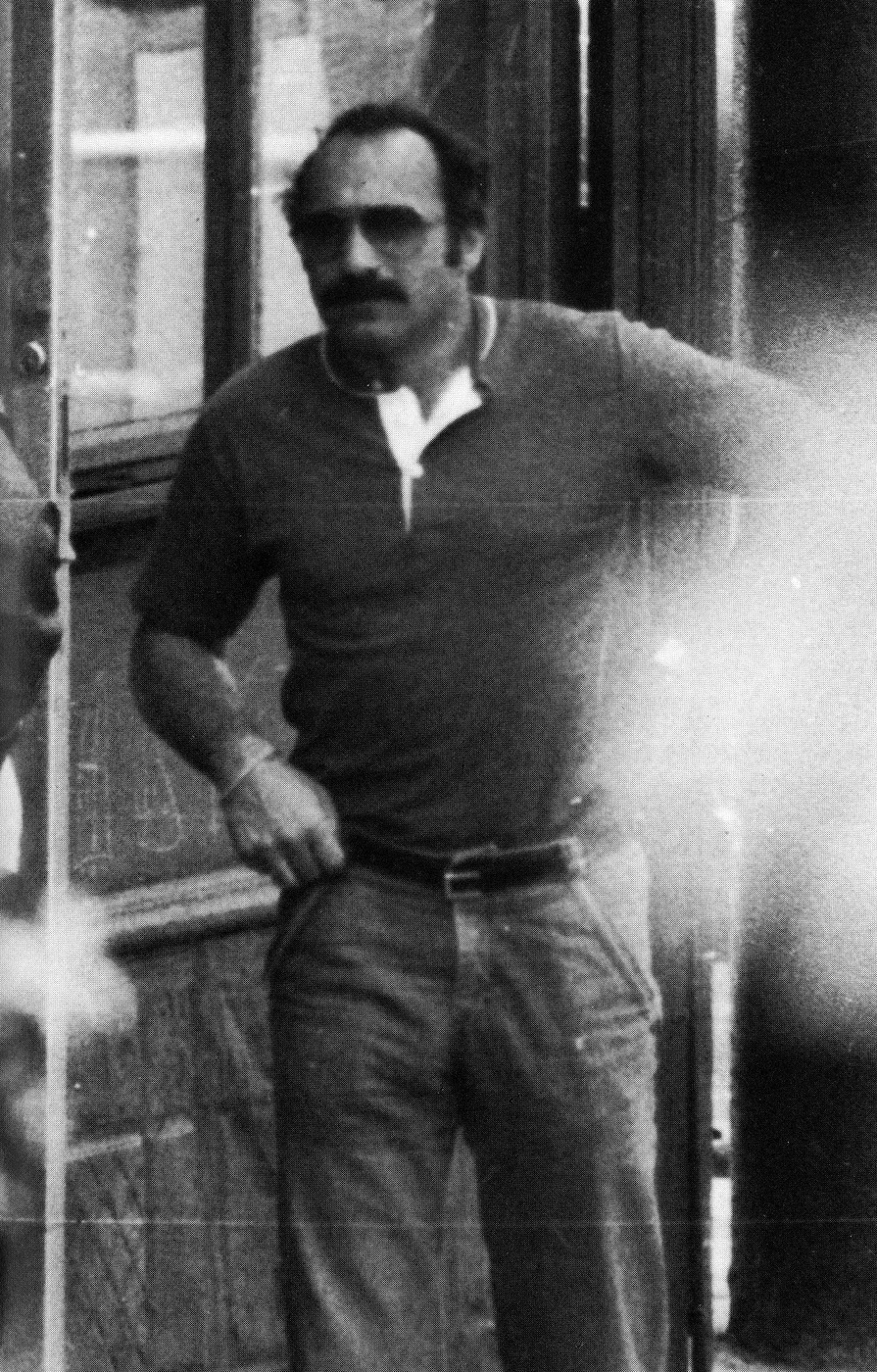
Joseph Pistone (* 1939)

- Pistoni, Franco (* 1956), italienischer Schauspieler und Autor
- Pistor, Carl (1850–1919), deutscher Ingenieur und Chemiker
- Pistor, Carl Philipp Heinrich (1778–1847), preußischer Beamter und Erfinder
- Pistor, Daniel Friedrich Ludwig (1807–1886), deutscher Jurist, Burschenschafter und revolutionärer Freiheitskämpfer
- Pistor, Elke (* 1967), deutsche Schriftstellerin
- Pistor, Felix (1888–1937), österreichischer Politiker (LBd), Abgeordneter zum Nationalrat
- Pistor, Gotthelf Heinrich (1887–1947), deutscher Schauspieler und Opernsänger (Tenor)
- Pistor, Gustav (1872–1960), deutscher Chemiker und Manager
- Pistor, Hermann (1875–1951), deutscher Optiker, Physiker und Pädagoge
- Pistor, Jertha von (1856–1888), österreichische Theaterschauspielerin
- Pistor, Johann Jakob von (1739–1814), russischer Generalleutnant
- Pistor, Karl (1784–1863), deutscher Hofschauspieler
- Pistor, Karl (1882–1941), deutscher Konsularbeamter und Gesandter
- Pistor, Katharina (* 1963), deutsche Juristin und Hochschullehrerin
- Pistor, Ludger (* 1959), deutscher SchauspielerLudger Pistor (* 1959)

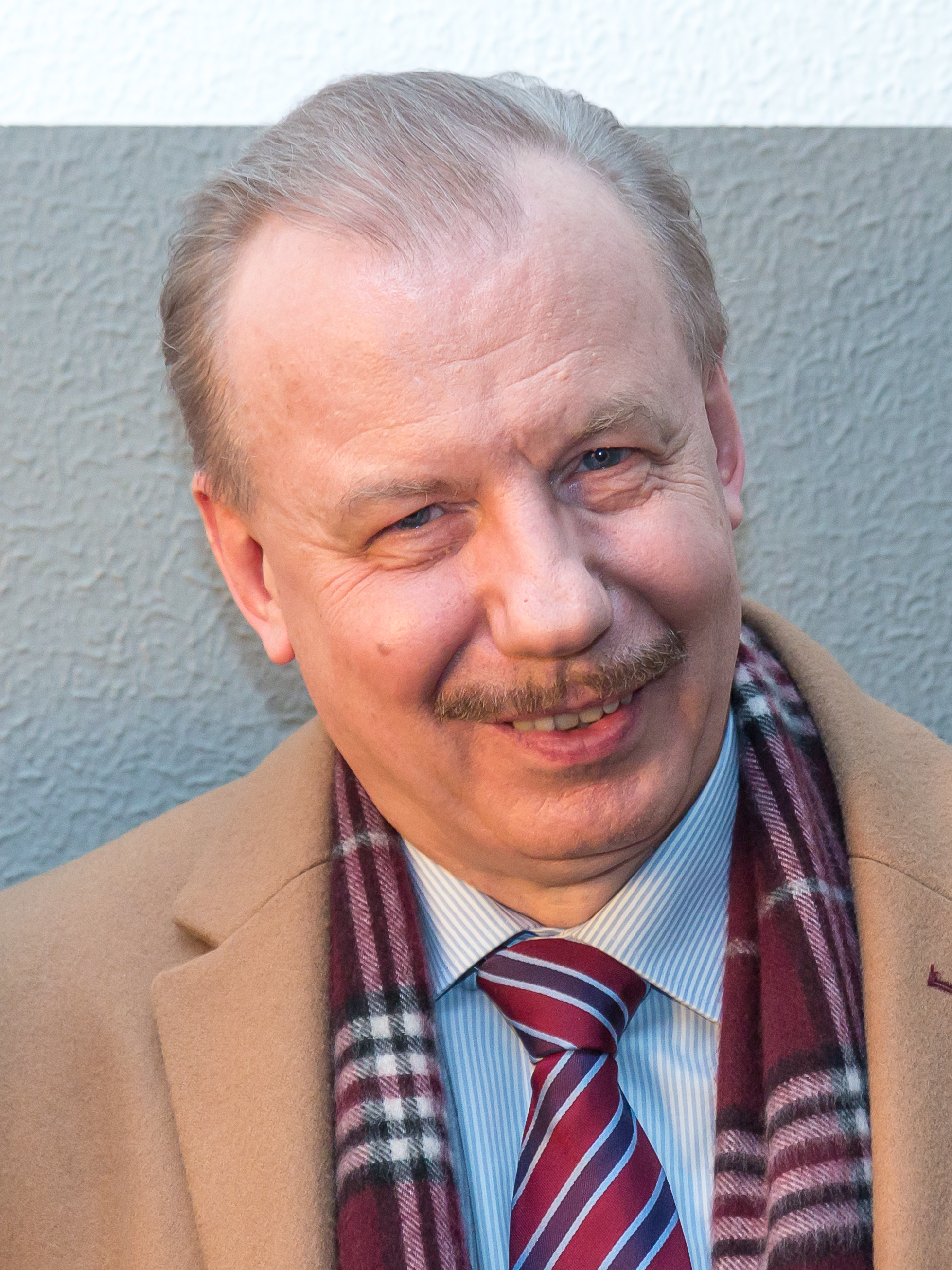
Ludger Pistor (* 1959)

- Pistor, Lutz (1898–1952), deutscher Bauingenieur und Hochschullehrer
- Pistor, Moritz (1835–1924), deutscher Mediziner
- Pistor, Oskar von (1865–1928), slowenischer Maler
- Pistor, Otto (1824–1901), Richter am Oberlandesgericht und am Verwaltungsgerichtshof des Großherzogtums Hessen
- Pistor, Sven (* 1972), deutscher Hörfunkmoderator
- Pistor-Hatam, Anja (* 1962), deutsche Neuzeithistorikerin, Islamwissenschaftlerin
- Pistoris, Hartmann (1543–1603), deutscher Rechtswissenschaftler
- Pistoris, Johann Ernst (1605–1680), deutscher Oberhofrichter und Prinzipalgesandter bei den Verhandlungen zum Westfälischen Frieden
- Pistoris, Modestinus (1516–1565), Rechtswissenschaftler, Stadtrichter, Bürgermeister
- Pistoris, Simon der Ältere († 1523), deutscher Mediziner und Leibarzt
- Pistoris, Simon der Jüngere (1489–1562), deutscher Jurist und Kanzler des Herzogs von Sachsen
- Pistoris, Simon Ulrich (1570–1615), Rechtswissenschaftler
- Pistorius, Boris (* 1960), deutscher Politiker (SPD)Boris Pistorius (* 1960)

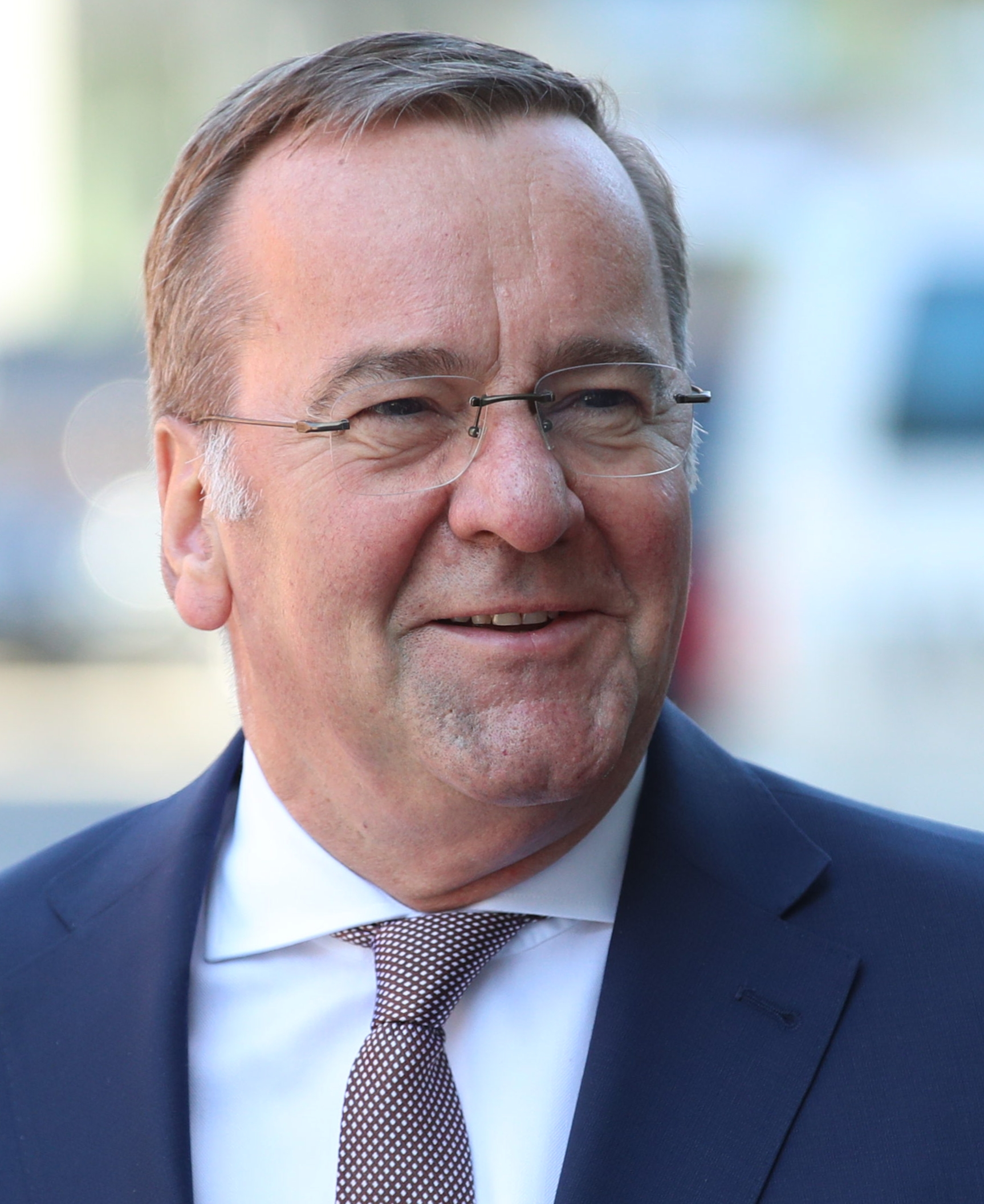
Boris Pistorius (* 1960)

- Pistorius, Caren (* 1989), südafrikanische Schauspielerin
- Pistorius, Charlotte (1776–1850), deutsche Dichterin
- Pistorius, Christian († 1823), deutscher Schriftsteller und Übersetzer
- Pistorius, Eduard (1796–1862), deutscher Genremaler und Radierer
- Pistorius, Elias junior (1624–1668), evangelischer Theologe, Hofprediger und Konsistorialassessor
- Pistorius, Elias senior (1590–1664), lutherischer Theologe, Prediger, Pastor und Rektor
- Pistorius, Ferdinand von (1767–1841), Hofrat, MdL (Württemberg)
- Pistorius, Georg Tobias (1666–1745), deutscher Jurist und Historiker
- Pistorius, George (1922–2014), Literaturwissenschaftler
- Pistorius, Hedwig (1906–2004), österreichische Schauspielerin
- Pistorius, Heinrich Julius (1781–1861), Jurist, pommerscher Kommunalpolitiker, Bürgermeister von Wolgast
- Pistorius, Hermann Andreas (1730–1798), deutscher evangelisch-lutherischer Theologe und Geistlicher
- Pistorius, Jakob, deutscher Holzhändler und Maire (Bürgermeister) von Worms
- Pistorius, Johann Gottlieb (1708–1780), deutscher Jurist, Advokat und Landsyndikus des ritterschaftlichen Kreises Stargard
- Pistorius, Johann Gottlieb (1762–1827), württembergischer Klosteroberamtmann und Kameralverwalter, Herr auf Schloss Burleswagen
- Pistorius, Johann Heinrich Leberecht (1777–1858), deutscher Kaufmann und Landwirt
- Pistorius, Johann Karl von (1771–1847), württembergischer Oberamtmann
- Pistorius, Johannes (1528–1605), deutscher Pastor
- Pistorius, Johannes (* 1995), deutscher Badmintonspieler
- Pistorius, Johannes der Ältere (1504–1583), deutscher Reformator und Superintendent der Diözese Alsfeld in Hessen
- Pistorius, Johannes der Jüngere (1546–1608), deutscher Kontroverstheologe und Historiker
- Pistorius, Karl (1808–1859), deutscher Agrarwissenschaftler
- Pistorius, Karl (1898–1966), österreichischer Operettensänger (Tenor)
- Pistorius, Lili (* 1997), deutsche Sängerin und Songwriterin
- Pistorius, Luboš (1924–1997), tschechischer Theaterregisseur, Dramatiker, Organisator und Pädagoge
- Pistorius, Max (1894–1960), österreichischer Maler
- Pistorius, Oscar (* 1986), südafrikanischer SprinterOscar Pistorius (* 1986)

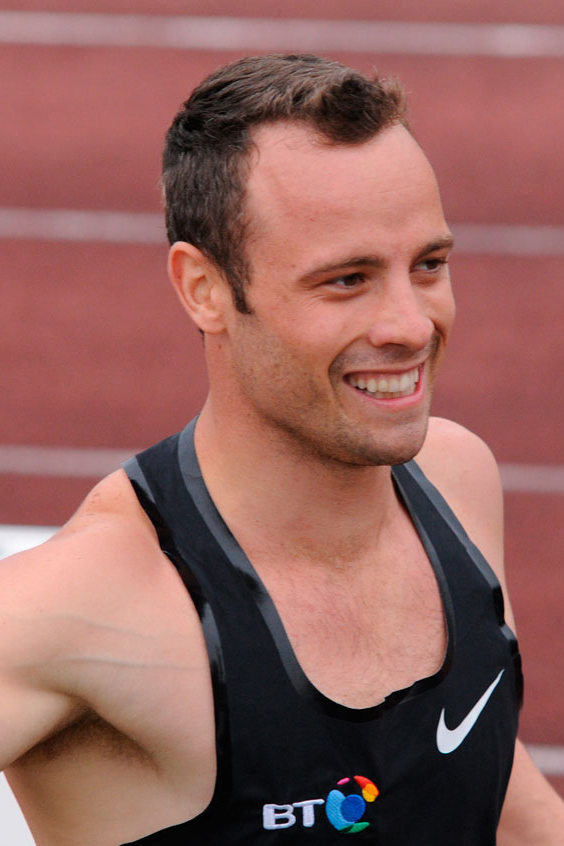
Oscar Pistorius (* 1986)

- Pistorius, Theodor von (1861–1939), württembergischer Beamter und Finanzminister
- Pistorius, Theophil, deutscher Linguist, Theologe, Hebräist und Poet
- Pistorius, Ursula (1933–2015), deutsche Politikerin (SPD)
- Pistotnig, Anton (* 1949), österreichischer Musiker und Militärkapellmeister
- Pistotnig, Jakob (1945–2001), österreichischer Justizbeamter und Politiker (FPÖ), Landtagsabgeordneter, Abgeordneter zum Nationalrat
- Pistotnig, Silvia (* 1977), österreichische Autorin
- Pistotnik, Jasmin (* 1992), österreichische Fußballspielerin und Fußballtrainerin
- Pistoxenos, griechischer Töpfer
- Pistoxenos-Maler, griechischer Vasenmaler
- Pistre, Henri (1900–1981), französischer Priester und Rugbyspieler
- Pistrucci, Benedetto (1783–1855), Graveur von Edelsteinen, Münzen und Medaillen
- Pistulla, Ernst (1906–1945), deutscher Boxer

### Pisu
- Pisu, Mario (1910–1976), italienischer Schauspieler und Synchronsprecher
- Pisuisse, Jean-Louis (1880–1927), niederländischer Kabarettist und Sänger

### Pisz
- Pisz, Leszek (* 1966), polnischer Fußballspieler
- Piszcz, Edmund (1929–2022), polnischer Geistlicher, römisch-katholischer Erzbischof von Ermland
- Piszcz, Rafał (1940–2012), polnischer Kanute
- Piszczek, Łukasz (* 1985), polnischer FußballspielerŁukasz Piszczek (* 1985)

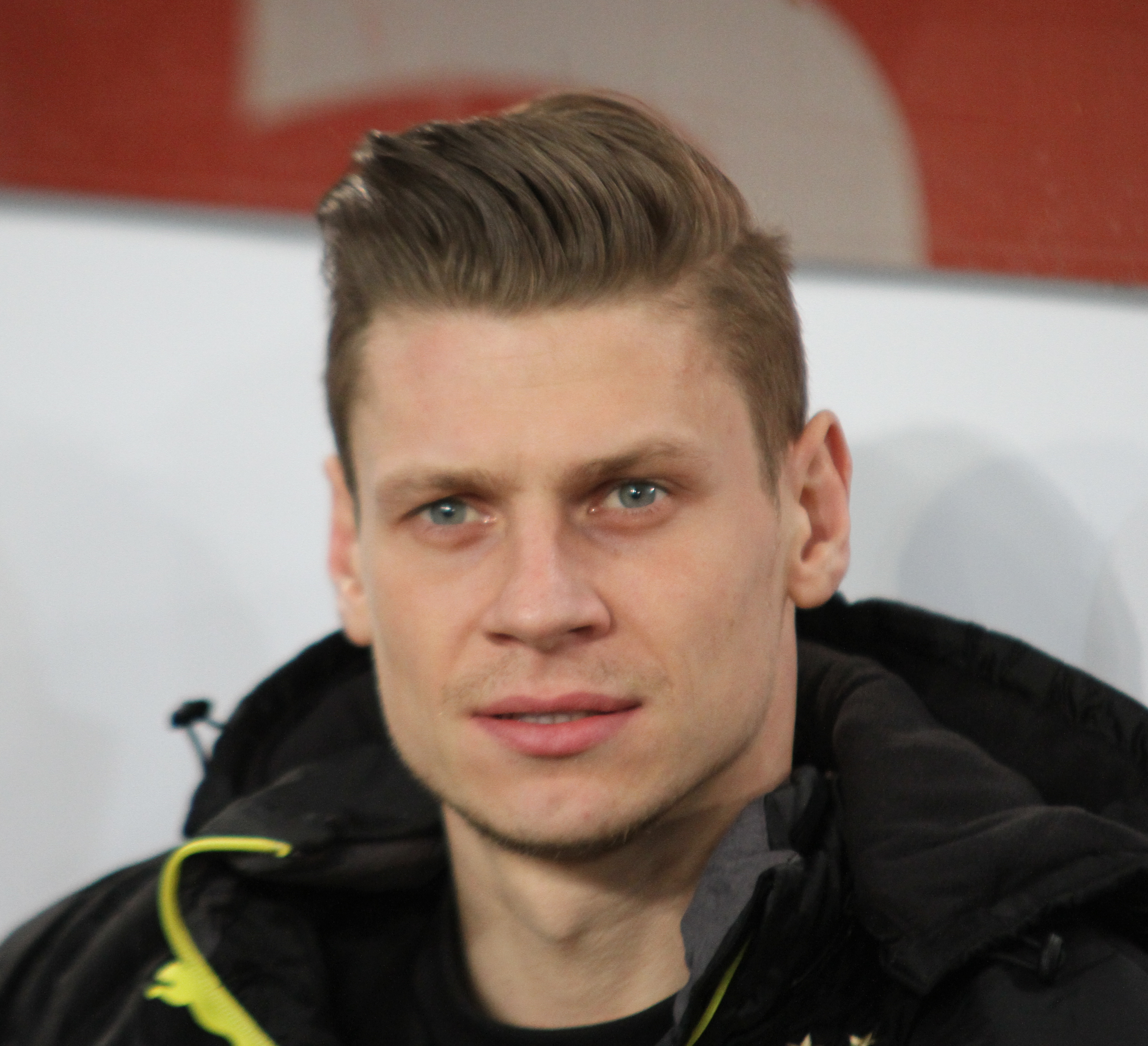
Łukasz Piszczek (* 1985)